# Giovan Battista Langetti
Giovan Battista Langetti (Genova, 1635 – Venezia, 22 ottobre 1676) è stato un pittore italiano.

## Biografia

### Nascita e formazione

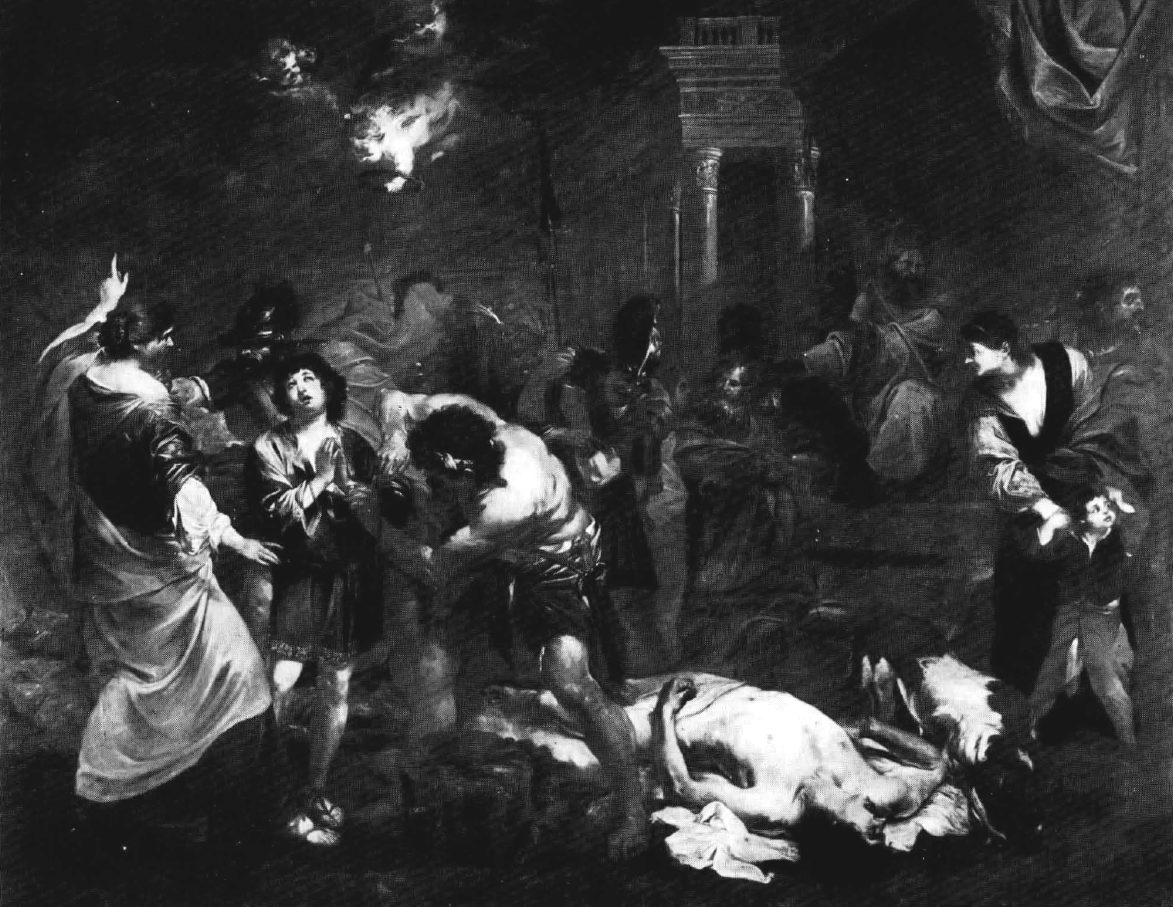
Martirio dei Maccabei, 1655 circa, Pinacoteca Vaticana

Della sua giovinezza si hanno scarse notizie, provenienti principalmente dai registri della parrocchia di Santa Sabina dove visse. Nacque da Giovanni Cesare e da Chiara Bagutti ed ebbe tre fratelli più grandi. Tra i padrini di battesimo dei fratelli Langetti figurano il pittore Giovan Battista Carlone ed Ersilia Castello, figlia di Bernardo Castello e moglie di Giovanni Carlone, fratello di Giovan Battista e anch'egli pittore; risulta quindi evidente che tra i Langetti e i Carlone ci fosse uno stretto legame e si può ipotizzare che il padre di Giovan Battista Langetti svolgesse una professione attigua al mondo della pittura.
Rimasto orfano in tenera età (la madre, già vedova, morì nel 1639), è ragionevole supporre che il giovane Langetti sia stato assistito proprio da Giovan Battista Carlone ma non esistono delle testimonianze precise al riguardo. Non ci è pervenuto neppure qualche segno di una sua prima produzione genovese, il che avvalorerebbe quanto detto da Marco Boschini, il quale parla di un soggiorno a Roma durante il quale entrò nella bottega di Pietro da Cortona.
Possibile prova di un allievato presso il Berrettini è stata ravvisata in un dipinto raffigurante il Martirio dei Maccabei conservato presso la Pinacoteca Vaticana - attribuito ad un giovanissimo Langetti dallo storico dell'arte Nikolaj Nikolaevič Ivanov - opera che per la complessa composizione richiamerebbe, per l'appunto, la lezione cortonesca.

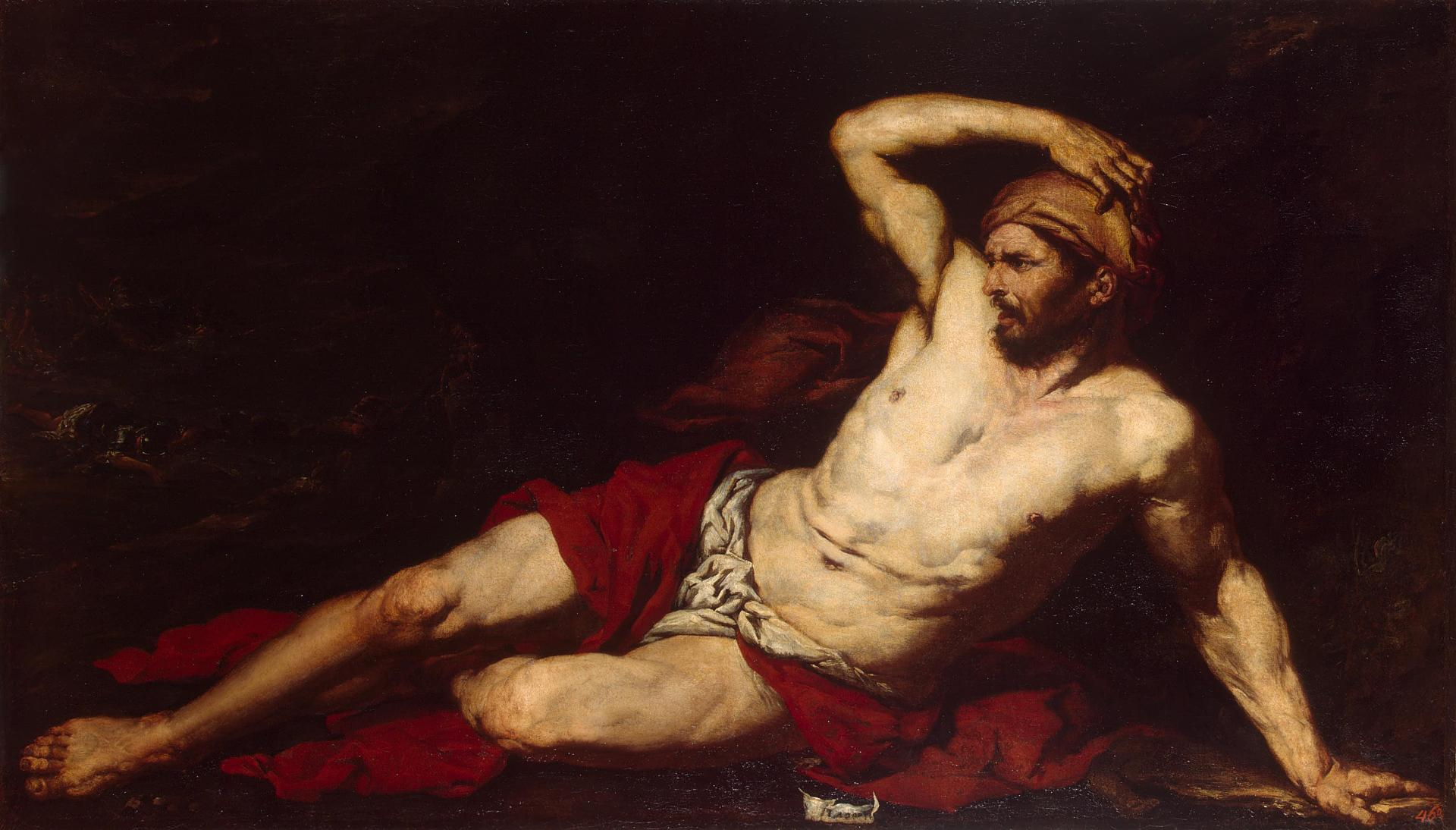
Sansone, San Pietroburgo, Ermitage. Il dipinto è un chiaro esempio del riberismo del Langetti

Sempre in questi anni d'esordio è quanto mai probabile che il Langetti abbia conosciuto l'opera di Jusepe de Ribera, il cui esempio avrà forte e perdurante influsso sulla successiva produzione del pittore. A questo proposito si è anche ipotizzato che il Langetti da Roma possa essersi spinto sino a Napoli per fare diretta conoscenza dell'opera del grande maestro ispano-napoletano.
L'influenza riberesca si aggiungerà al bagaglio che il Langetti portava con sé da Genova, costituito da reminiscenze di Gioacchino Assereto, del Castiglione, ma anche dei due grandi fiamminghi - Rubens a Van Dyck - che a Genova avevano soggiornato ed eseguito un cospicuo numero di opere nei primi decenni del Seicento, retroterra culturale che si arricchirà ulteriormente a Venezia con la conoscenza dei locali maestri del Cinquecento - su tutti il Tintoretto - o dei talenti contemporanei attivi in Laguna, come Luca Giordano.

### Venezia

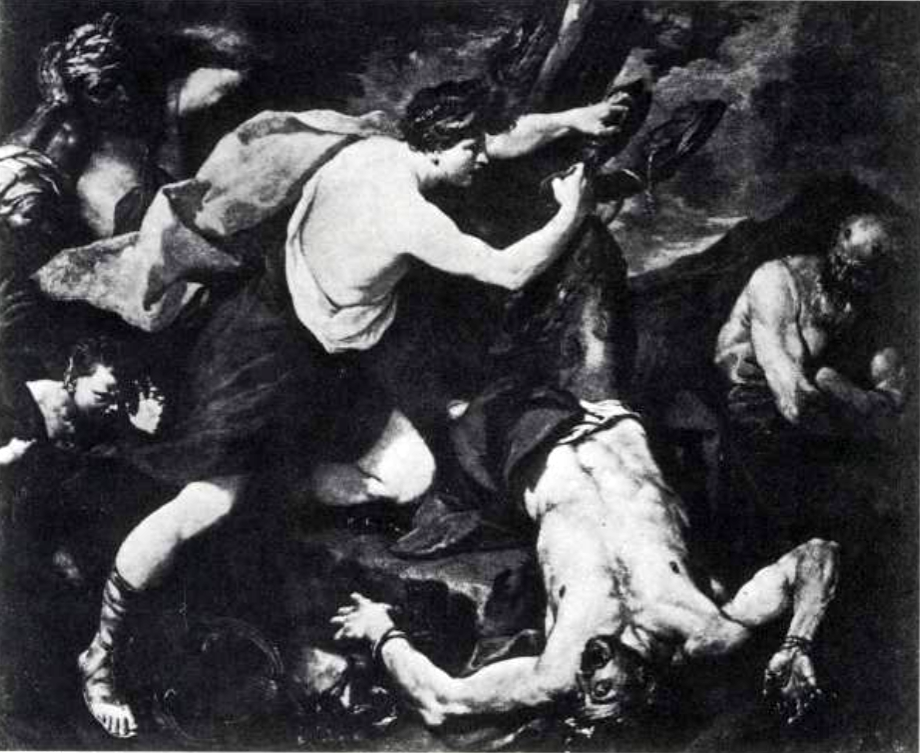
Apollo e Marsia, 1657-1659, già Dresda, Gemäldegalerie Alte Meister

L'evento di fondamentale importanza nella vicenda artistica del Langetti è il suo trasferimento a Venezia, città nella quale visse il resto della sua vita e ove si affermò come uno dei migliori pittori del suo tempo.
L'arrivo in Laguna è verosimilmente collocabile intorno alla metà degli anni cinquanta del secolo. Nel 1660, infatti, il Boschini pubblicava la Carta del navegar pitoresco, dalla quale risulta che il Langetti vivesse in laguna già da qualche anno, essendo un pittore molto attivo e apprezzato. Verosimilmente, trascorse un primo periodo presso Giovan Francesco Cassana, come si intende da un'epistola inviata da Antonio Lupis allo stesso Cassana e dall'intensità cromatica dei suoi dipinti, richiamo all'insegnamento di Bernardo Strozzi (di cui il Cassana fu effettivamente allievo).
La produzione pittorica del Langetti a Venezia, che presumibilmente abbandonò presto la bottega del Cassana per mettersi in proprio, fu copiosa ma scarsa è la documentazione in merito pervenutaci così come pochissimi sono i lavori firmati e datati: la cronologia del suo catalogo è pertanto di ardua definizione.

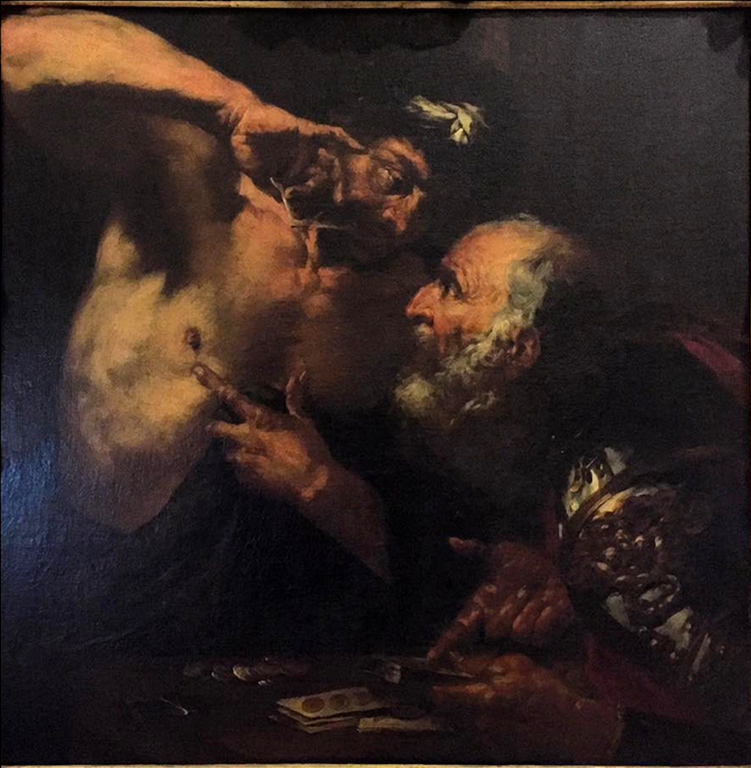
Due giocatori, 1670 circa, Firenze, Uffizi

In ogni caso una delle prime (e delle poche) opere documentate riguarda una tela raffigurante Apollo e Marsia menzionata (e fortemente elogiata) nel già citato volume del Boschini. Il dipinto - la cui ultima destinazione fu la Gemäldegalerie Alte Meister di Dresda - andò distrutto durante la seconda guerra mondiale. In questo esordio veneziano è già chiaro l'influsso del Ribera. 
La fortuna professionale del Langetti dovette essere rapida: già nei primi anni sessanta del Seicento egli riceve commissioni di rilievo tra le quali anche una pala d'altare per la chiesa veneziana delle Terese, raffigurante la Maddalena ai piedi del Crocifisso (1663 circa). Considerata a livello critico una delle sue prove più alte, forse il suo capolavoro nonché uno dei dipinti più belli di tutto il Seicento veneziano, nella pala delle Terese, il Langetti, innesta in una struttura formale ripresa da modelli di Van Dyck (il Cristo crocifisso con le braccia quasi in verticale) un esplicito omaggio al genio del Tintoretto. 
A suggello della fama conquistata dall'artista genovese vi sono anche alcune commissioni giunte da fuori Venezia, tra le quali la più prestigiosa è la chiamata a Firenze del Granduca Ferdinando II de' Medici. Per il Medici Langetti realizzò alcuni dipinti tra i quali si conserva ancora, agli Uffizi, una scena di genere con due uomini intenti a giocare a carte. 
Nel 1675 il Langetti esegue due pannelli raffiguranti san Pietro e san Paolo per la chiesa dei Dominicani di Padova (ora nella chiesa di San Daniele della stessa città) che sono la sua ultima opera documentata. Nello stesso anno fa testamento: dall'inventario dei beni si evince che aveva raggiunto una posizione economica di tutto rispetto, indice del successo della sua pittura. L'anno seguente, a soli quarantuno anni, il Langetti muore ed è sepolto nella chiesa della Maddalena a Venezia.

### L'opera

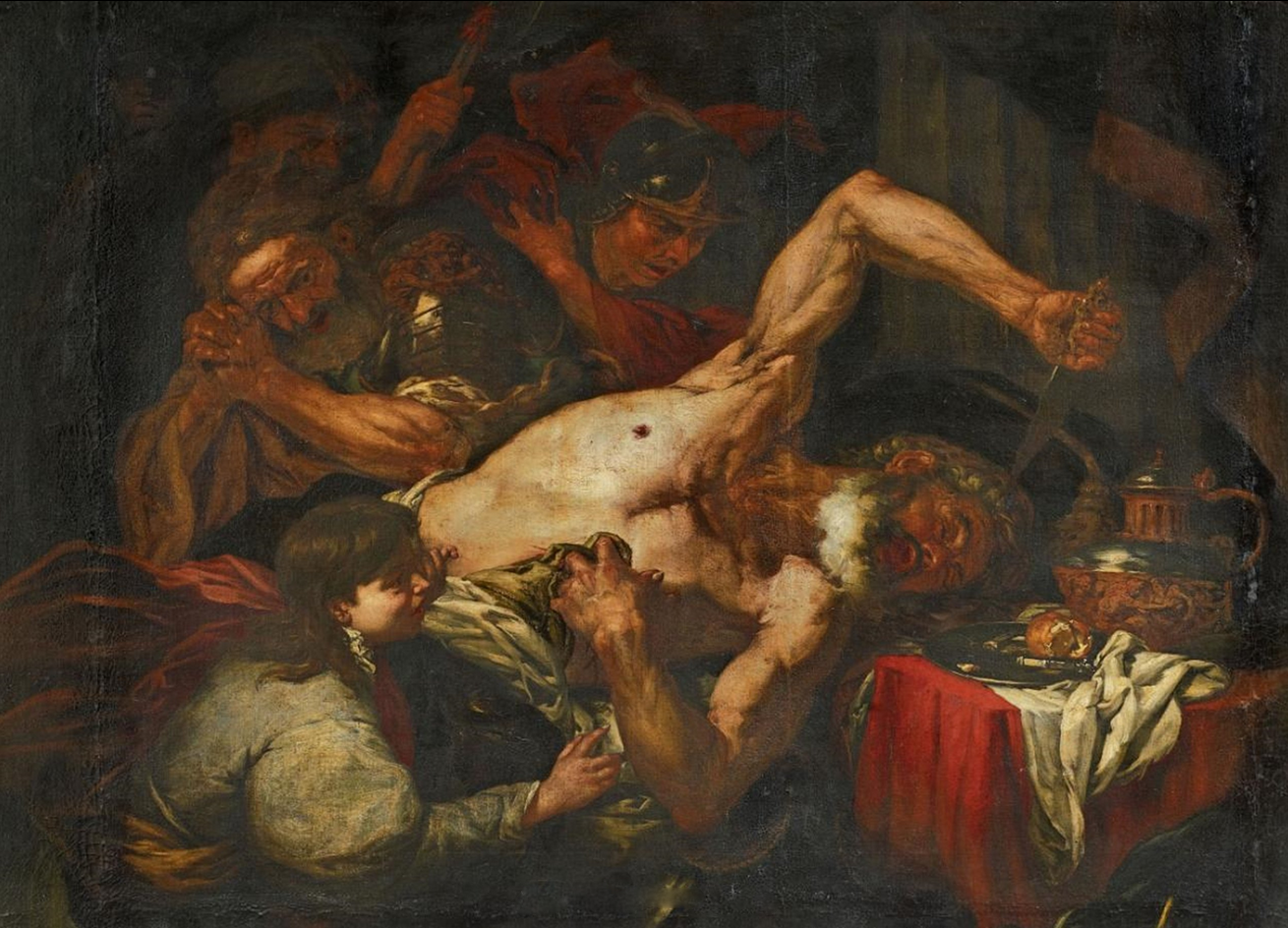
Morte di Catone, 1660-1670, collezione privata

Luigi Lanzi coniò per il Langetti l'appellativo di Principe dei Tenebrosi. Denominazione che allude sicuramente al naturalismo riberesco, caratterizzato dal marcato chiaroscuro, introdotto in Laguna dal Langetti ed ulteriormente rafforzato con l'arrivo a Venezia di Luca Giordano, che del Ribera era stato diretto allievo. Il pittore genovese fu il primo a reagire alle novità introdotte dal grande pittore napoletano.

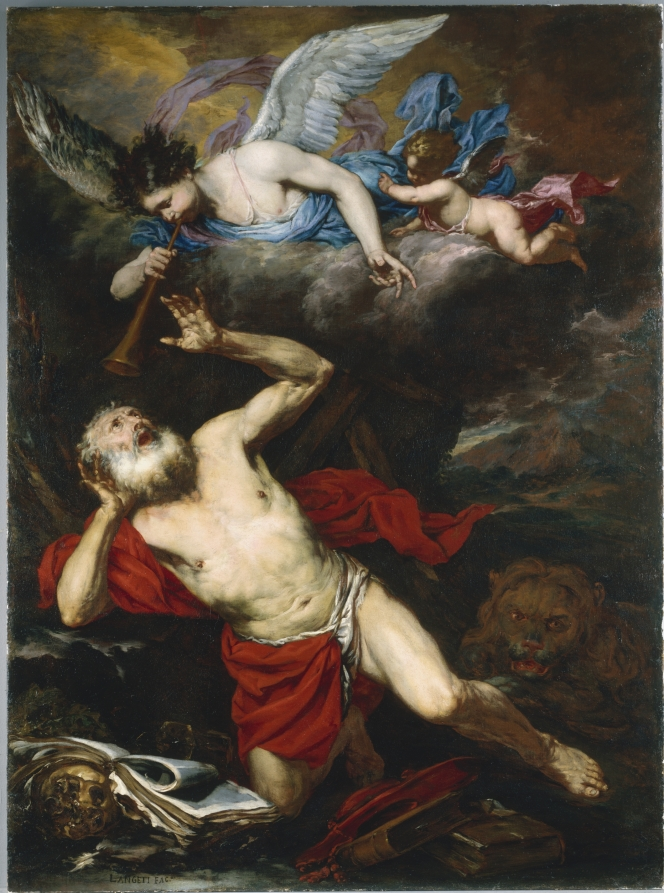
Visione di san Gerolamo, 1670 circa, Cleveland, CMA

Il tenebrismo del Langetti tuttavia ha forse una pregnanza anche più profonda del solo dato stilistico. La poetica tenebrista langettiana infatti è pervasa di venature filosofiche neo-stoiche come dimostra la frequente apparizione nel suo catalogo di filosofi del passato indicati come exempla virtutis: molte sono le raffigurazioni di Catone, di Archimede, di Diogene (con particolare enfasi data, nei primi due casi, all'eroismo e al distacco con cui essi affrontarono, più o meno leggendariamente, la morte).
Questa visione filosofica si accoppia, come si evince dalla produzione di tema religioso del Langetti, ad afflati spirituali pietisti (che alcune posizioni critiche riconducono alla teologia di Giovanni della Croce), che forse rispecchiano la crisi che nel XVII secolo scuoteva Venezia, flagellata dalla dura pestilenza del 1630 e ormai sempre più vacillante nel ruolo di potenza marinara.

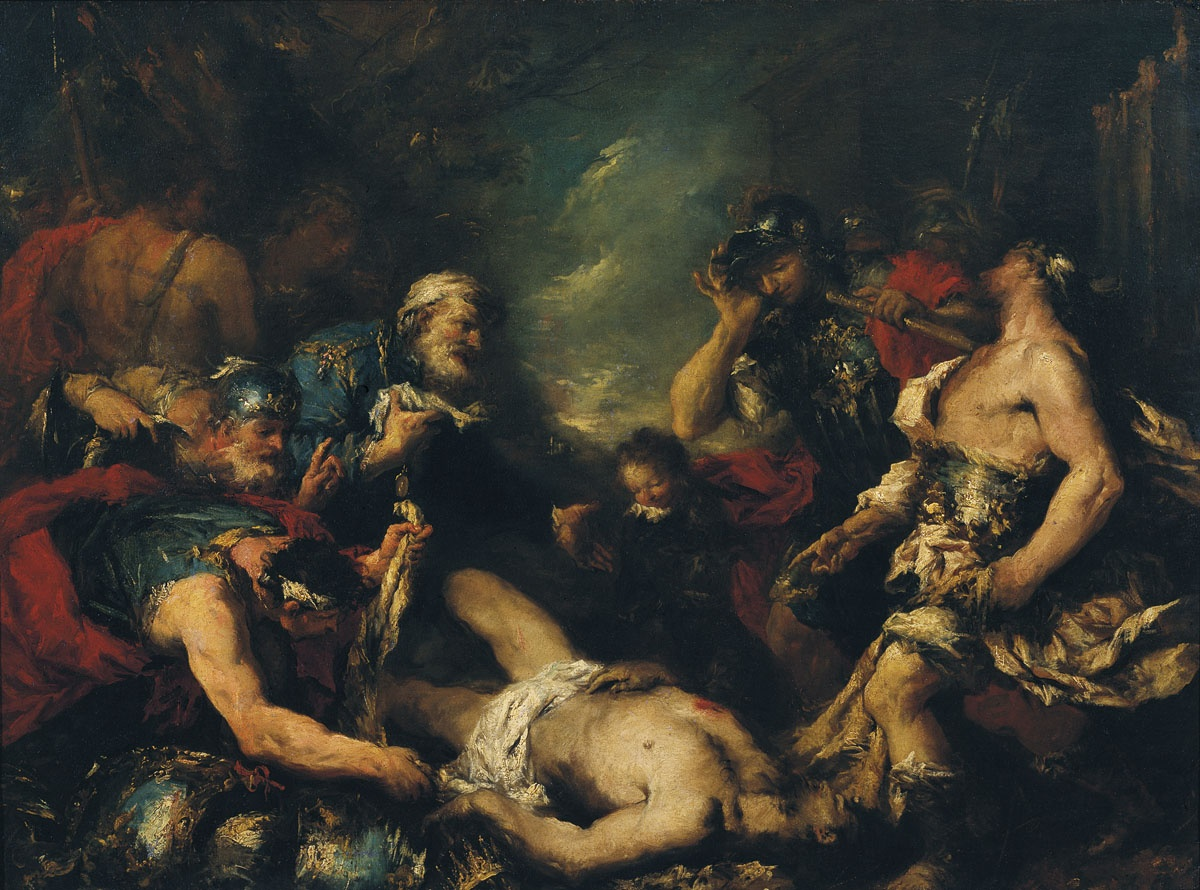
Gianantonio Guardi, copia di un'opera del Langetti raffigurante Priamo ed Ettore o per altra interpretazione Alessandro e Dario, 1740, Mosca, Museo Puškin

Il riberismo del Langetti in ogni caso non fu statico: nella sua pur breve carriera il pittore genovese aprì la sua tavolozza, senza rinunciare però ad un approccio naturalistico alla pittura e all'uso del chiaroscuro (ancorché attenuandolo), al colore veneziano: un paradigma di questa evoluzione si può cogliere nella Visione di San Gerolamo di Cleveland, altro suo capolavoro.
Nel rapido svolgersi della sua parabola artistica, che, dopo l'ancora nebuloso avvio, si consuma in meno di venti anni, il Langetti ebbe il merito di essere uno principali innovatori della pittura veneziana che dopo i fasti cinquecenteschi si era sclerotizzata in una stanca riproposizione di quella grande tradizione, e del lascito di Tiziano in specie, come si evince dalla convenzionale maniera di Jacopo Palma e del Padovanino.
Seguirono l'esempio del Langetti (e per questo sono detti a loro volta tenebrosi) altri pittori di vaglia attivi a Venezia nei suoi stessi anni: Johann Carl Loth e Antonio Zanchi sono i casi più significativi. 
Anche pittori di generazioni successive, quali Gianantonio Guardi, Sebastiano Ricci e il Piazzetta subirono l'influsso del Langetti (e in specie della sua opera più matura): la sua pittura, per questa via, costituì uno dei fattori d’incubazione della grande stagione settecentesca dove la pittura veneziana riguadagnò i vertici dell'arte europea.

## Galleria d'immagini
La scarsità di notizie sulle opere del Langetti unitamente al fatto che la quasi totalità della sua produzione nota si concentra in due decenni scarsi (dall'uscita dalla bottega del Cassana alla sua morte) rende difficile ed aleatoria (salvo che in pochi casi) l'esatta datazione dei suoi dipinti.
Nella didascalia delle opere che seguono non è pertanto indicata una data. L'ordine in cui sono riportate le immagini segue comunque quello del catalogo del Langetti messo a punto da Marina Stefani Mantovanelli nel saggio «Giovanni Battista Langetti» (in Saggi e Memorie di Storia dell'Arte, 1990), ove le opere del pittore sono scalate, lungo il periodo 1660-1675, secondo un possibile ordine cronologico di massima desunto dall'analisi dello stile (eccetto che per le pochissime opere di cui è documentalmente inferibile una data più sicura). 

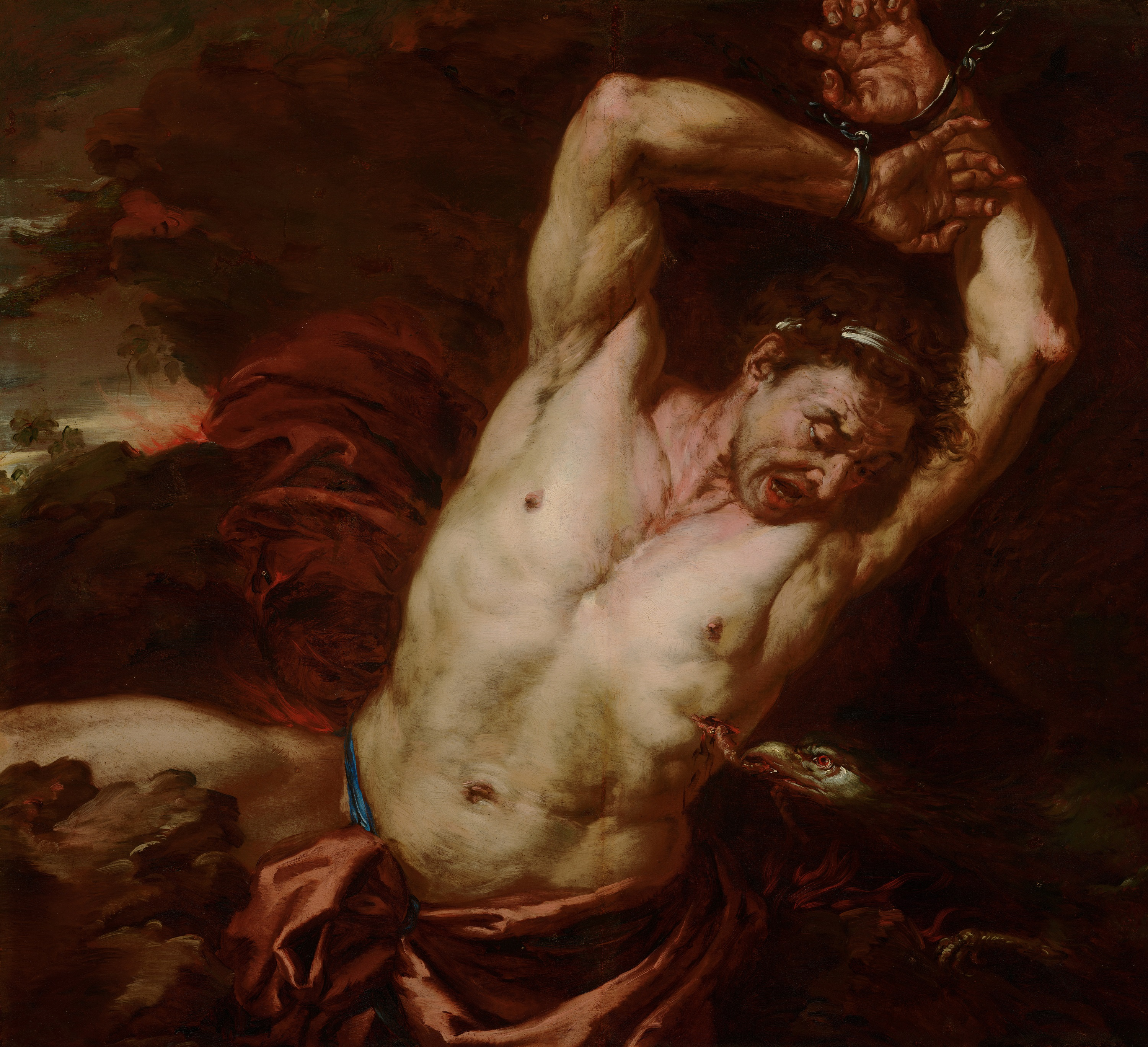
Tizio, L'Aia, Mauritshuis
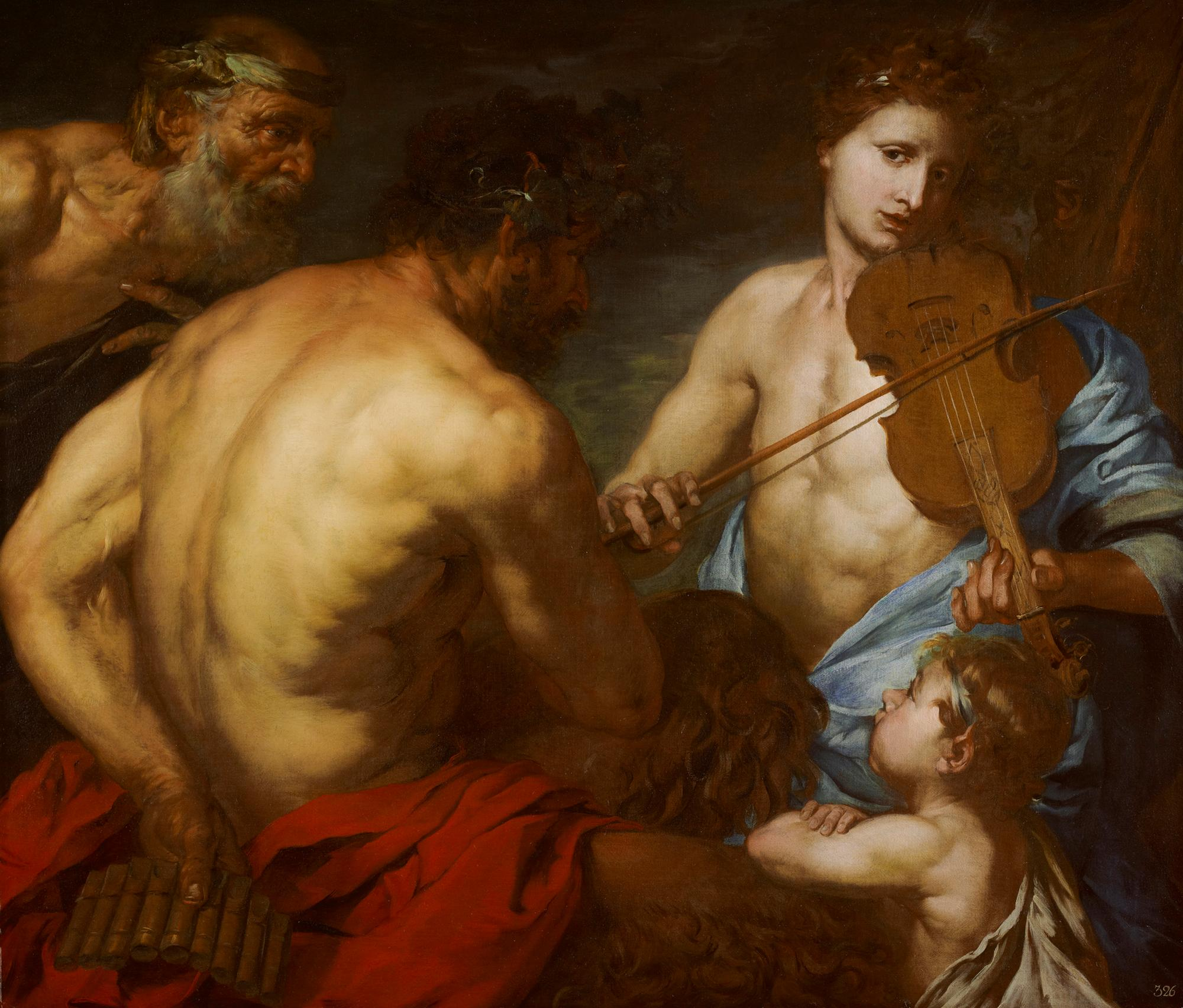
Apollo e Marsia, Parigi, Galleria Canesso
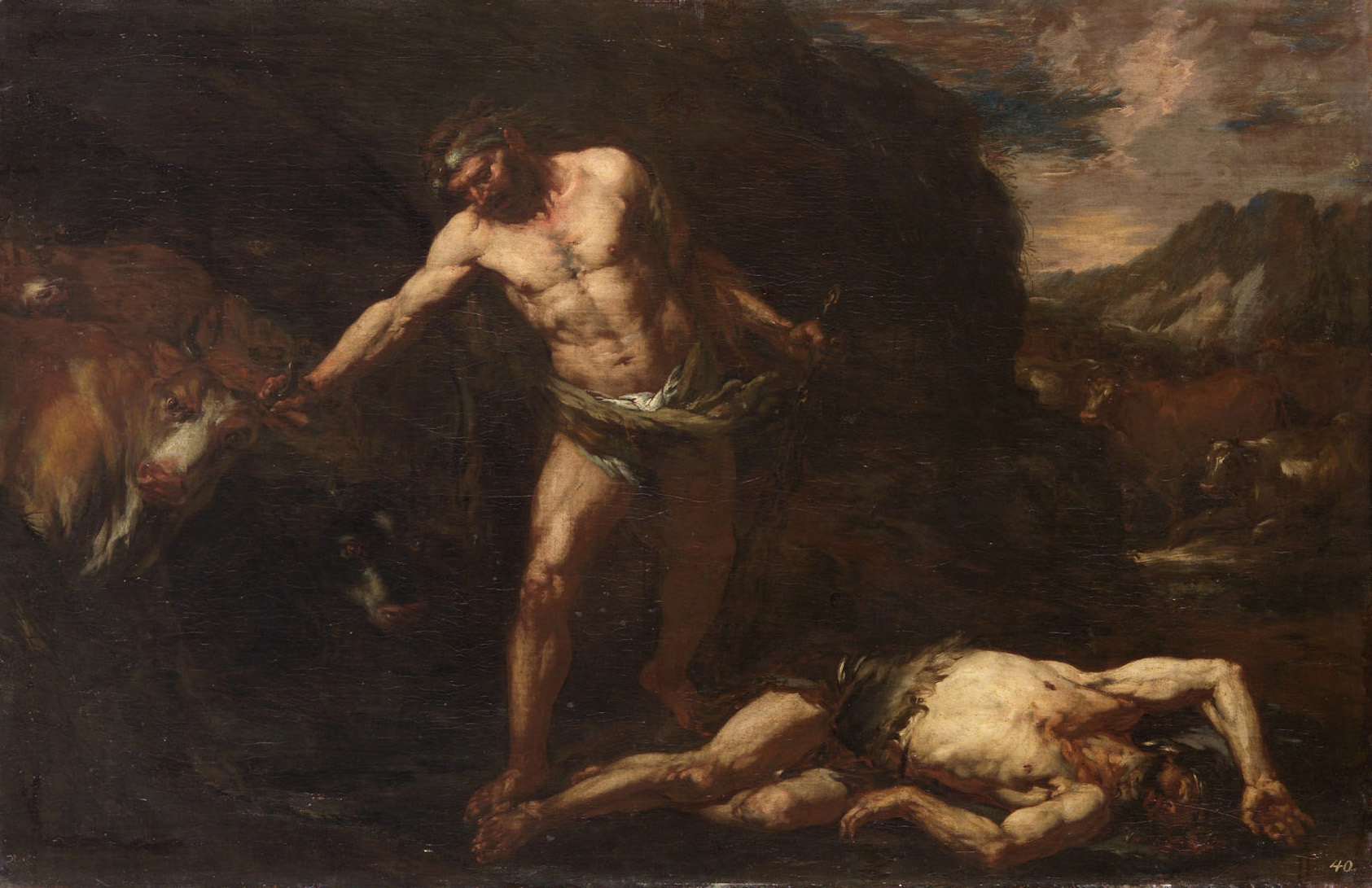
Ercole uccide Caco, Vienna, Kunsthistorisches Museum
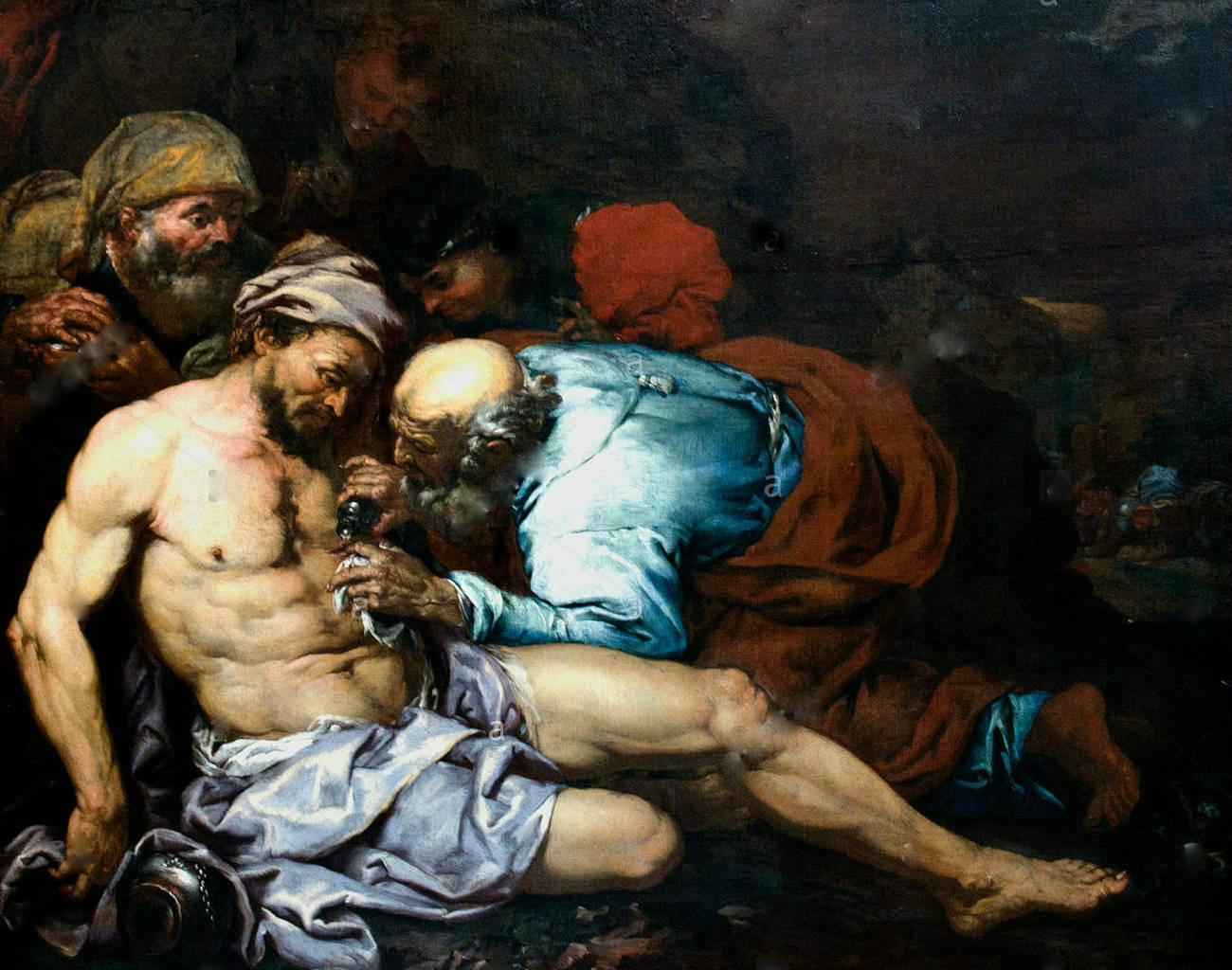
Il Buon Samaritano, Lione, Musée des beaux-arts
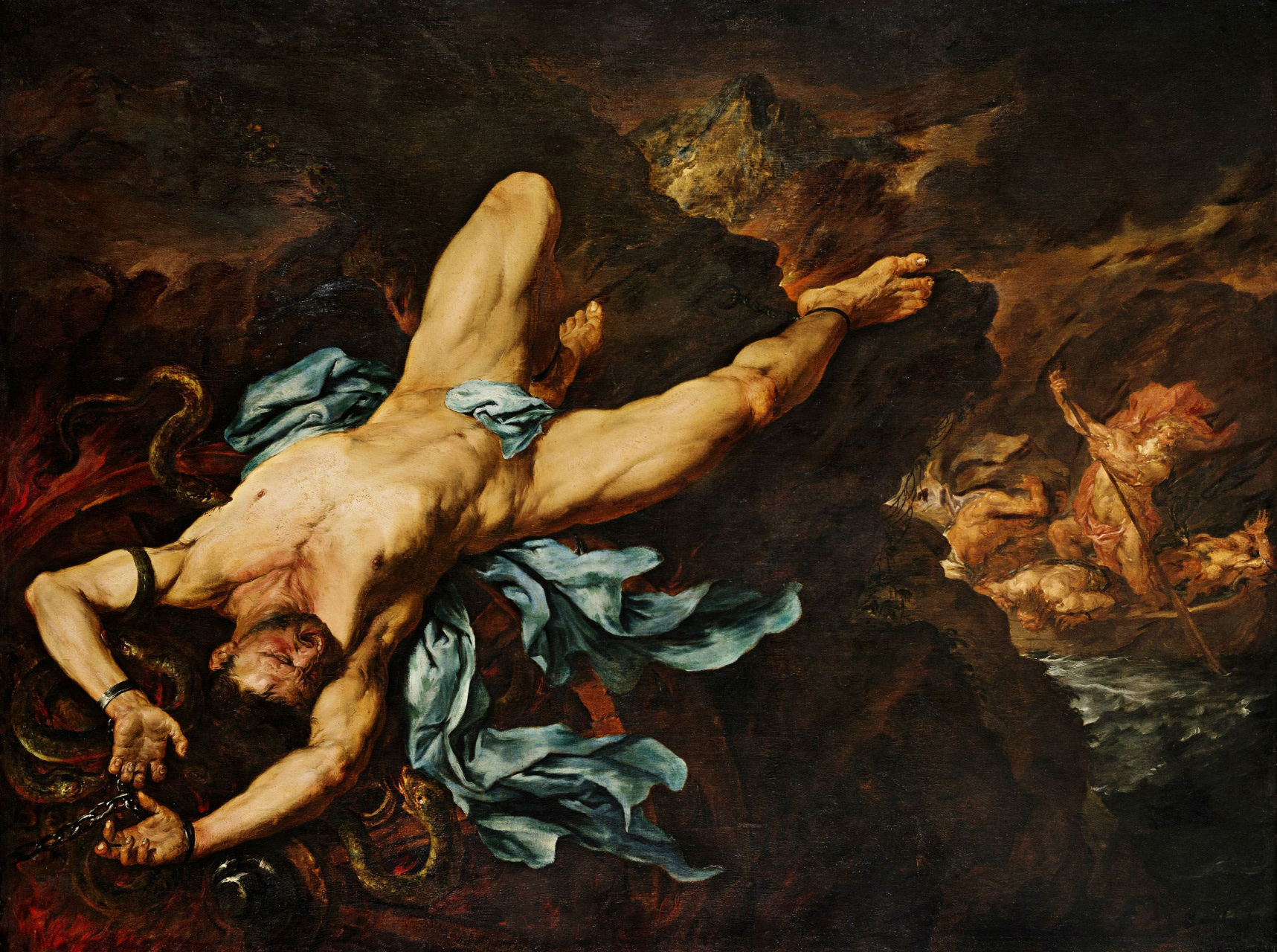
Tortura di Issione, Porto Rico, Museo de Arte de Ponce
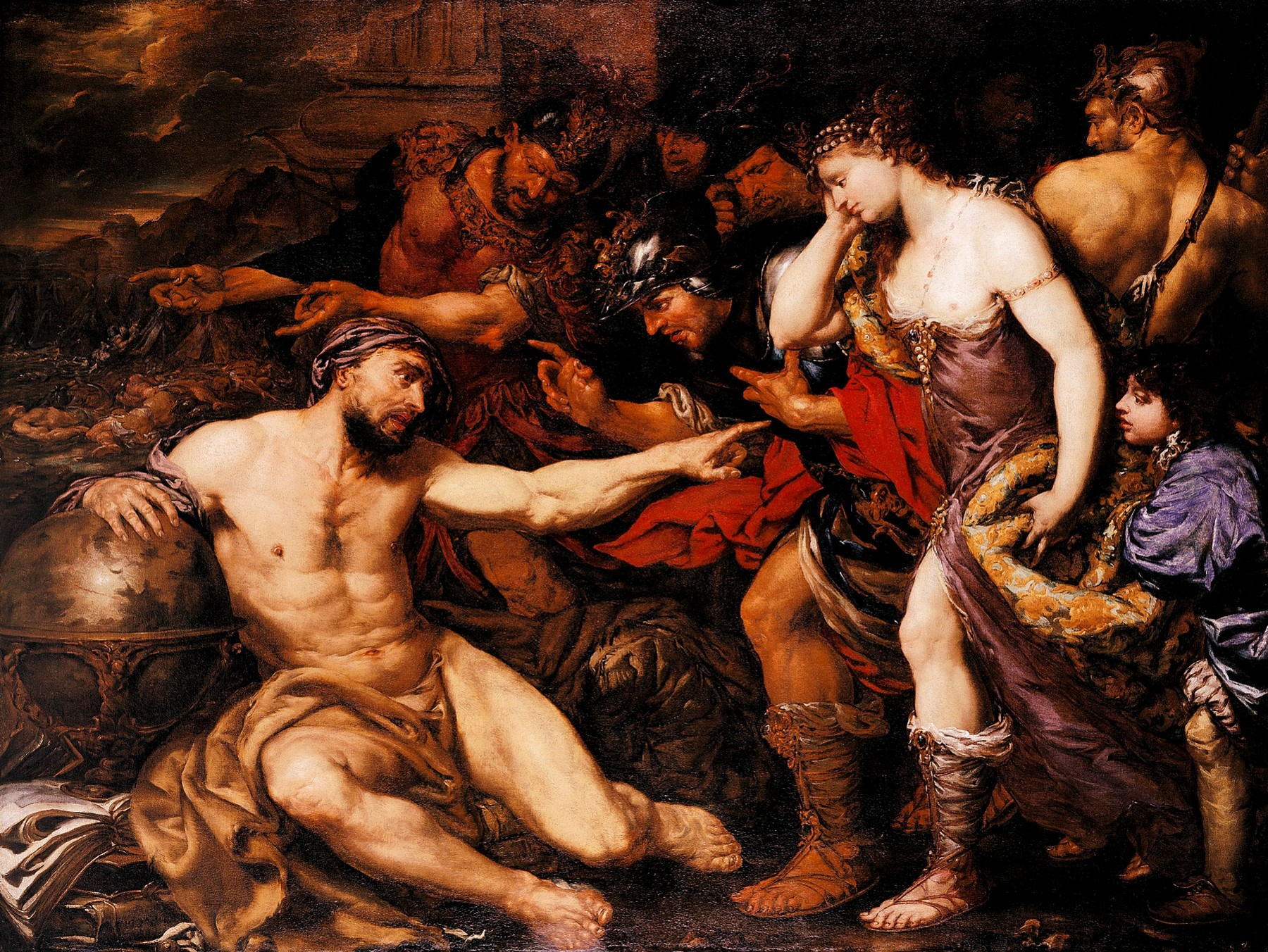
Archimede con le allegorie della pace e della guerra, Parigi, Galleria Canesso
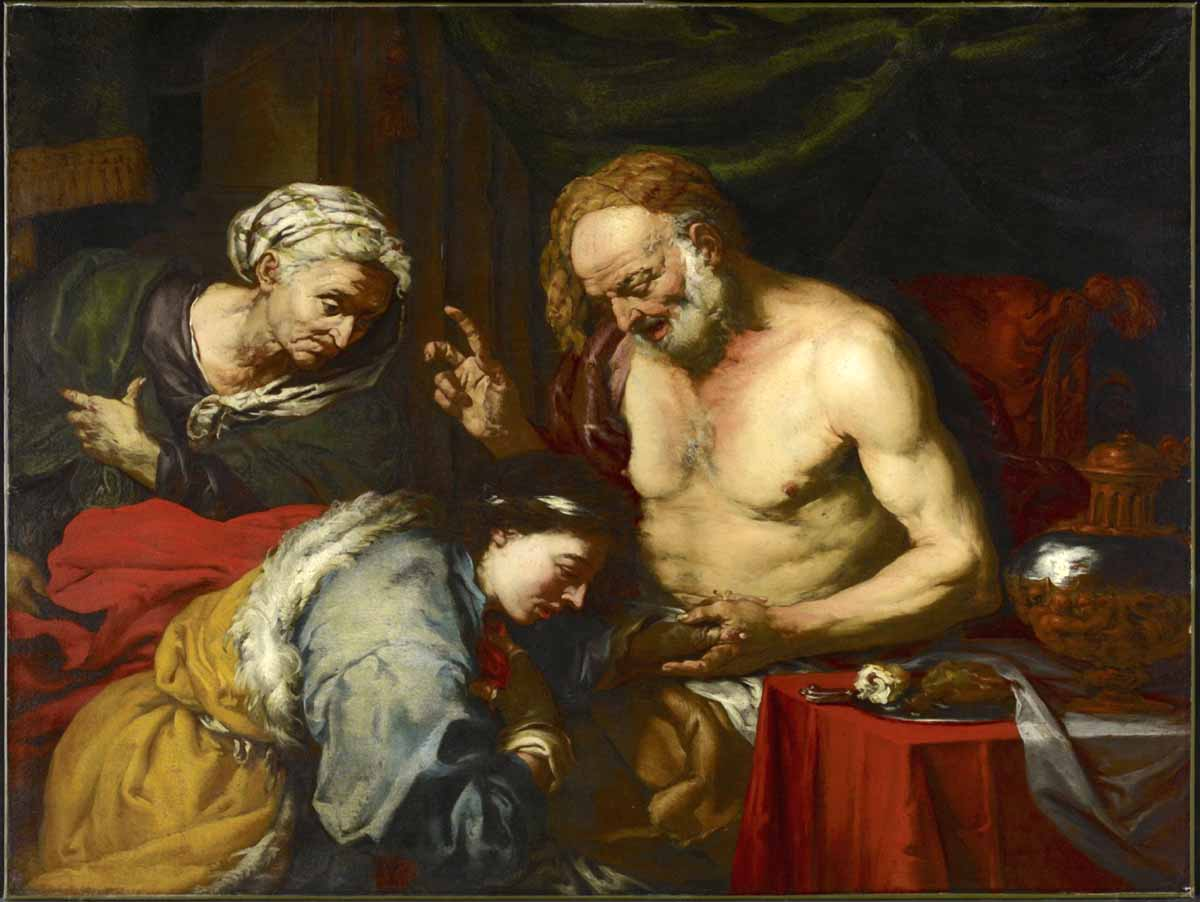
Isacco benedice Giacobbe, Toronto, Art Gallery of Ontario
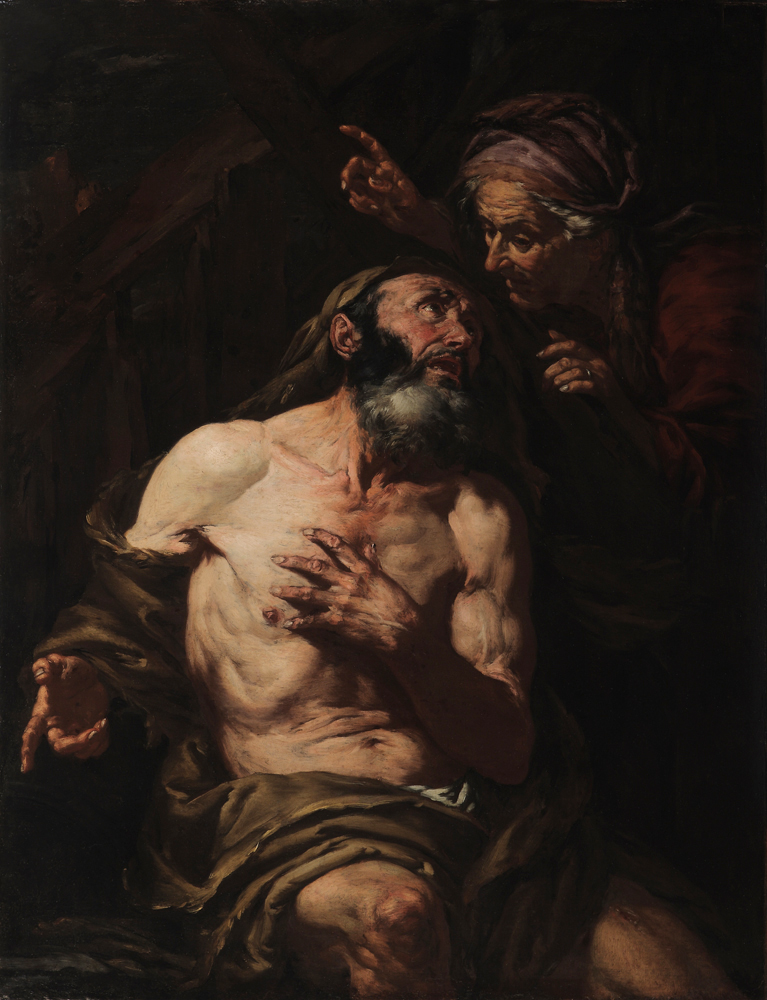
Giobbe maledetto da sua moglie, collezione privata
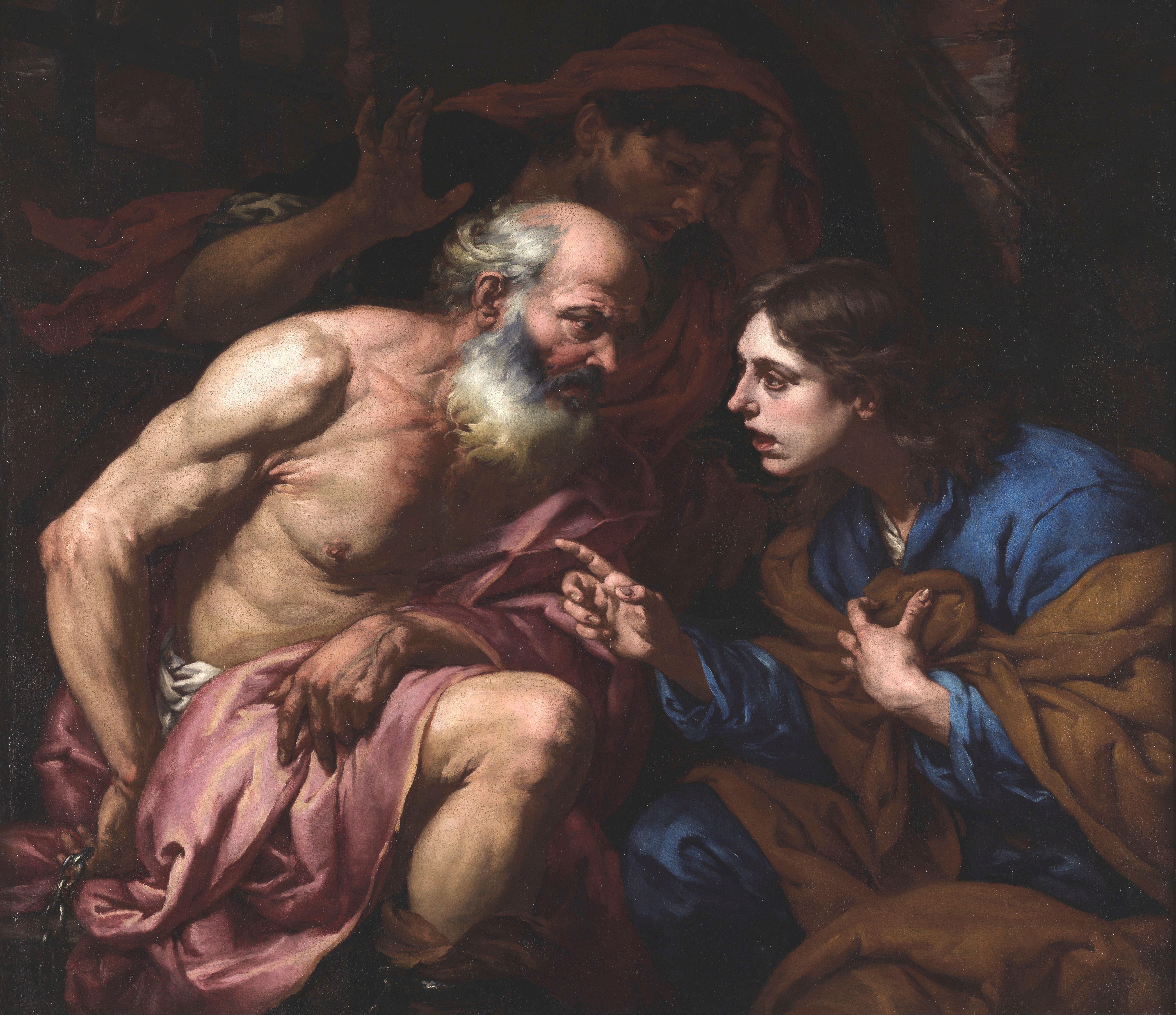
Giuseppe interpreta i sogni in prigione, Sibiu, Museo nazionale Brukenthal
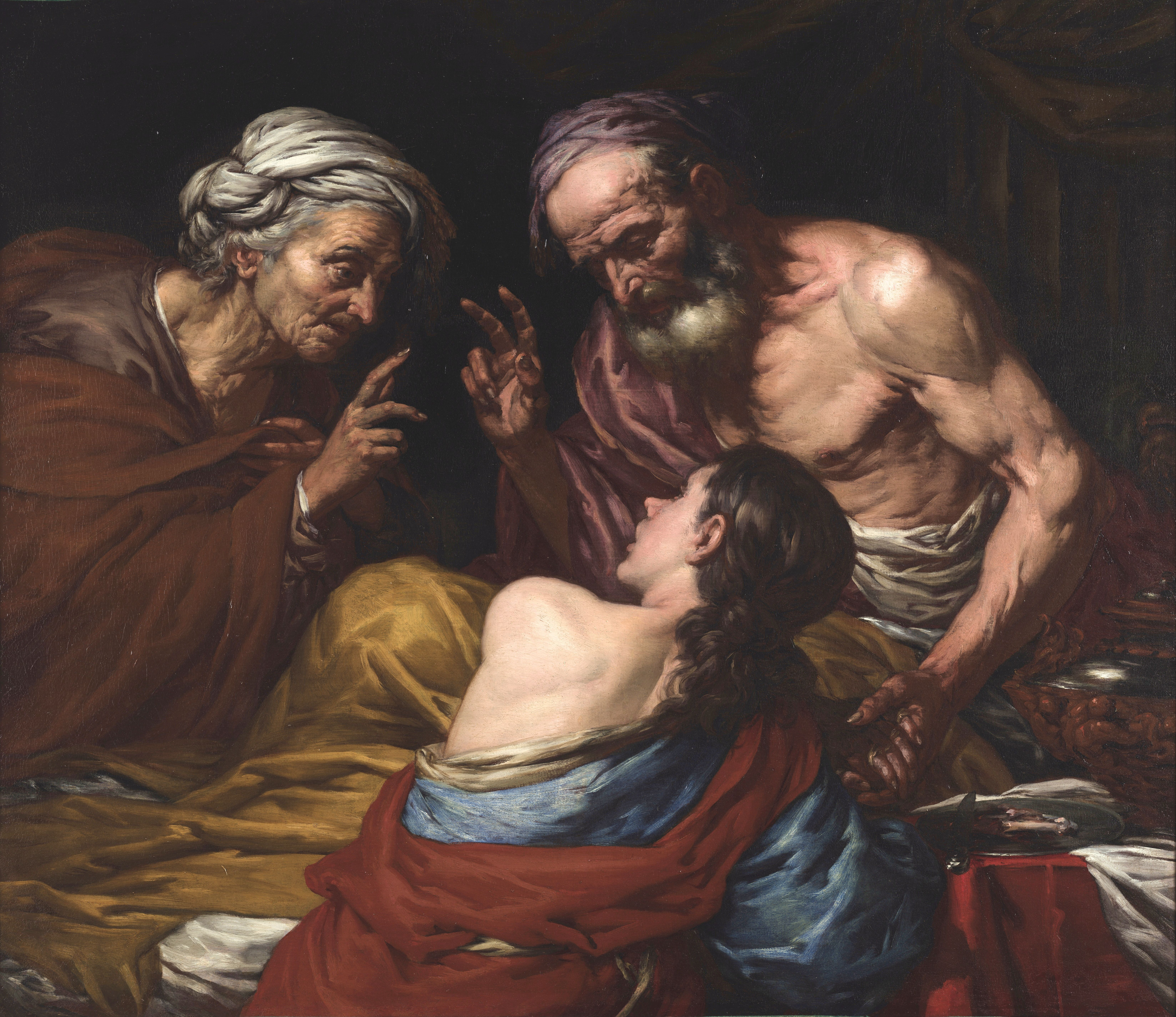
Isacco benedice Giacobbe, Sibiu, Museo nazionale Brukenthal
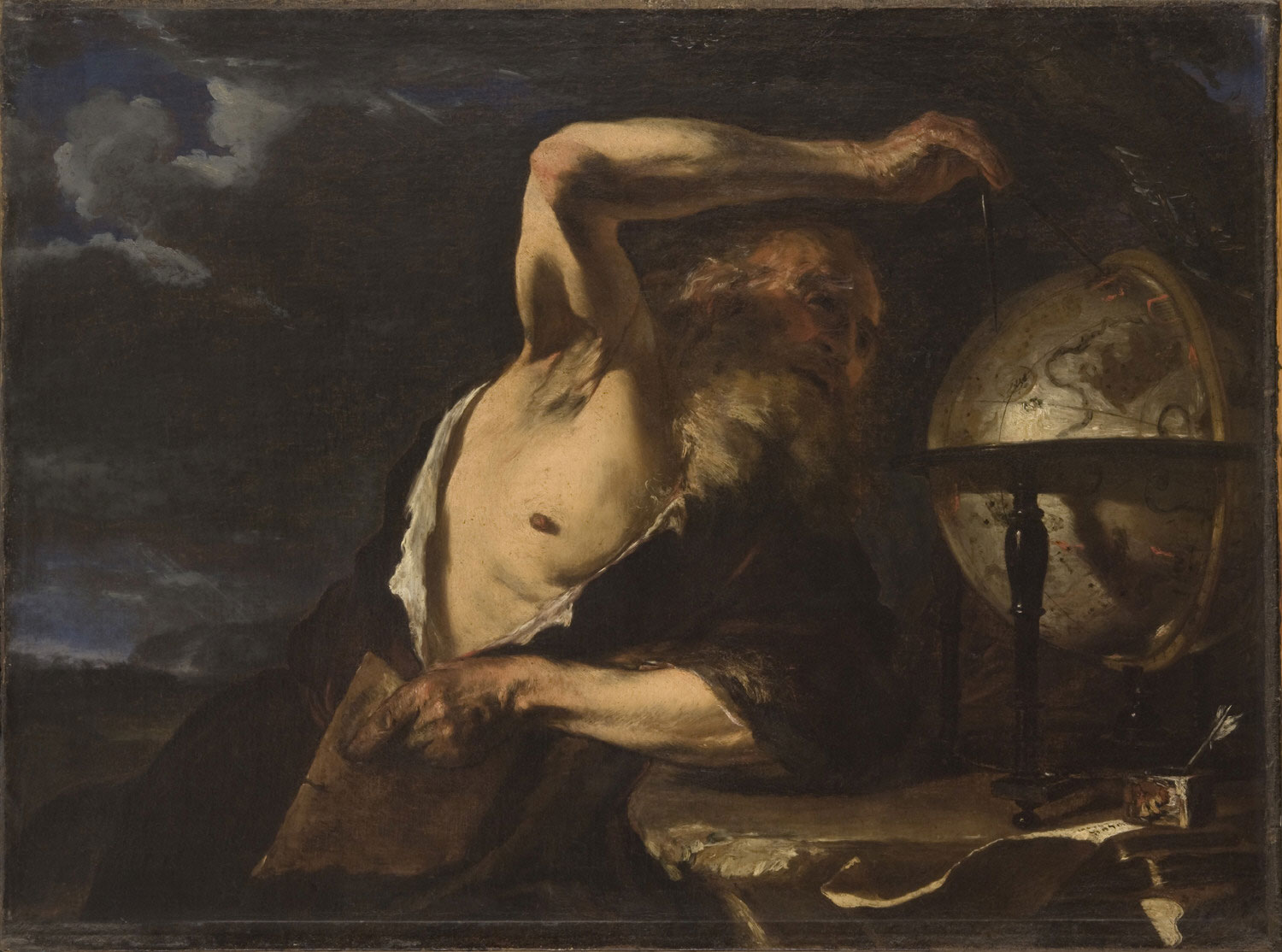
Anassagora, Filadelfia, Philadelphia Museum of Art
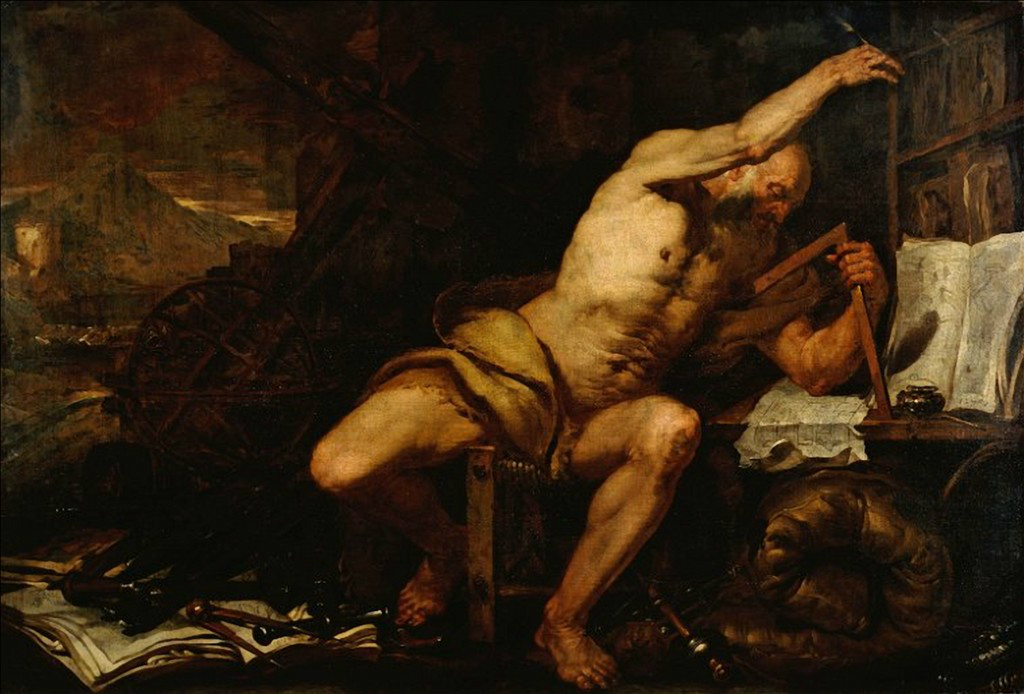
Archimede, Braunschweig, Herzog Anton Ulrich-Museum
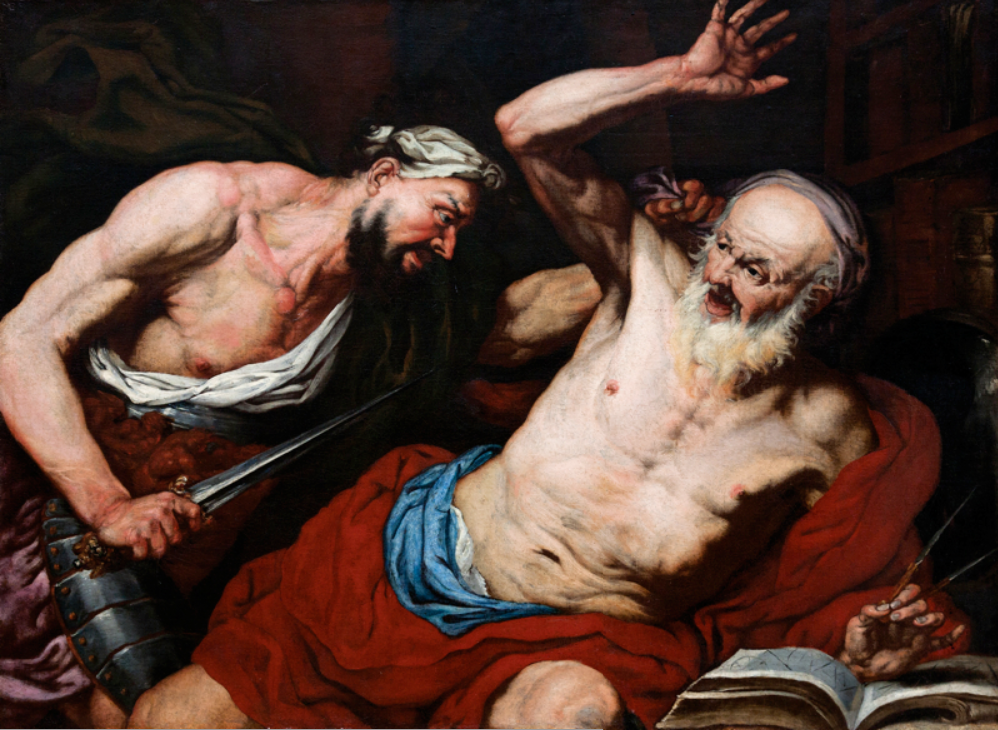
Uccisione di Archimede, Castello di Mělník
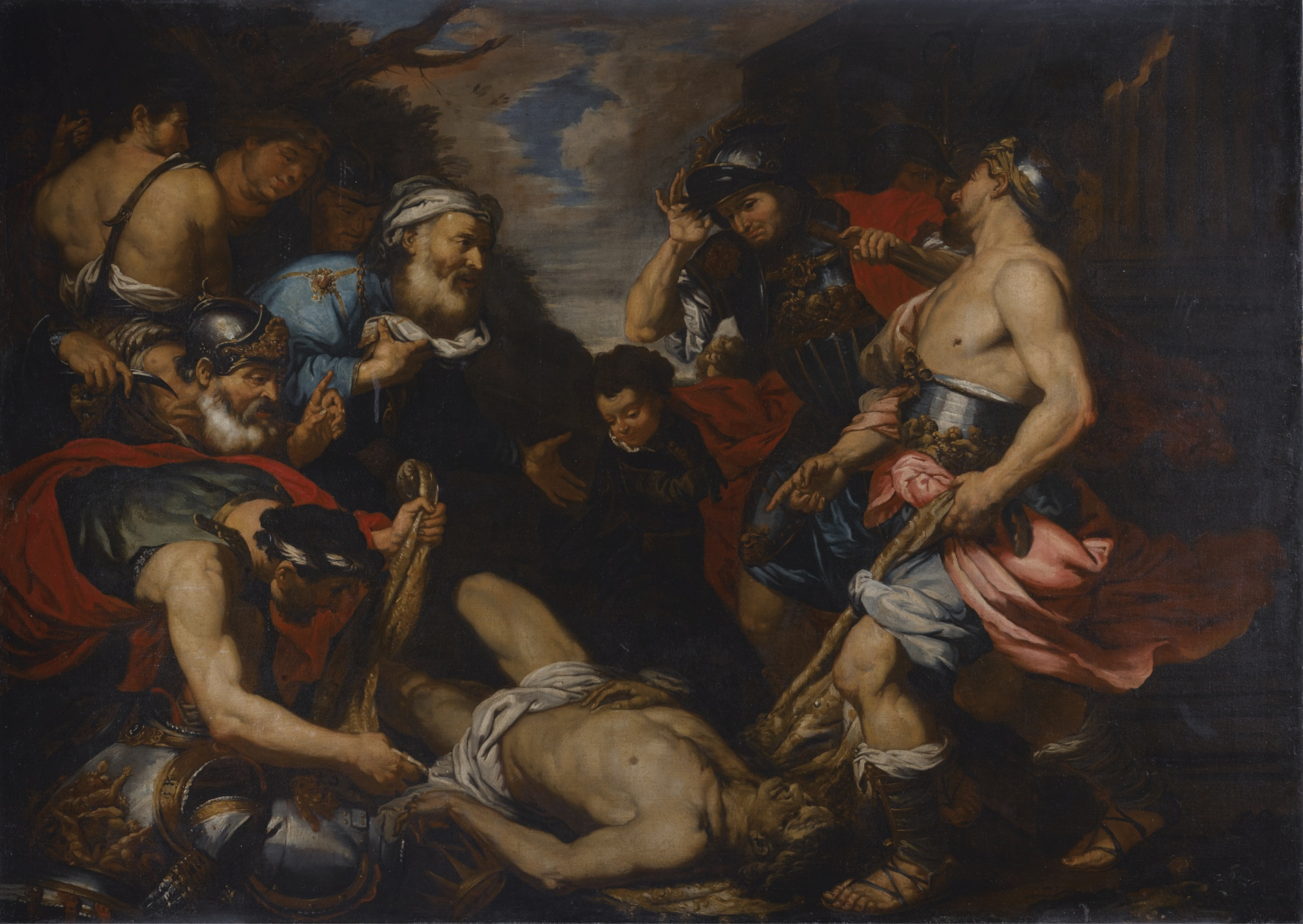
Priamo riscatta il corpo di Ettore oppure Alessandro Magno al cospetto delle spoglie di re Dario, collezione privata
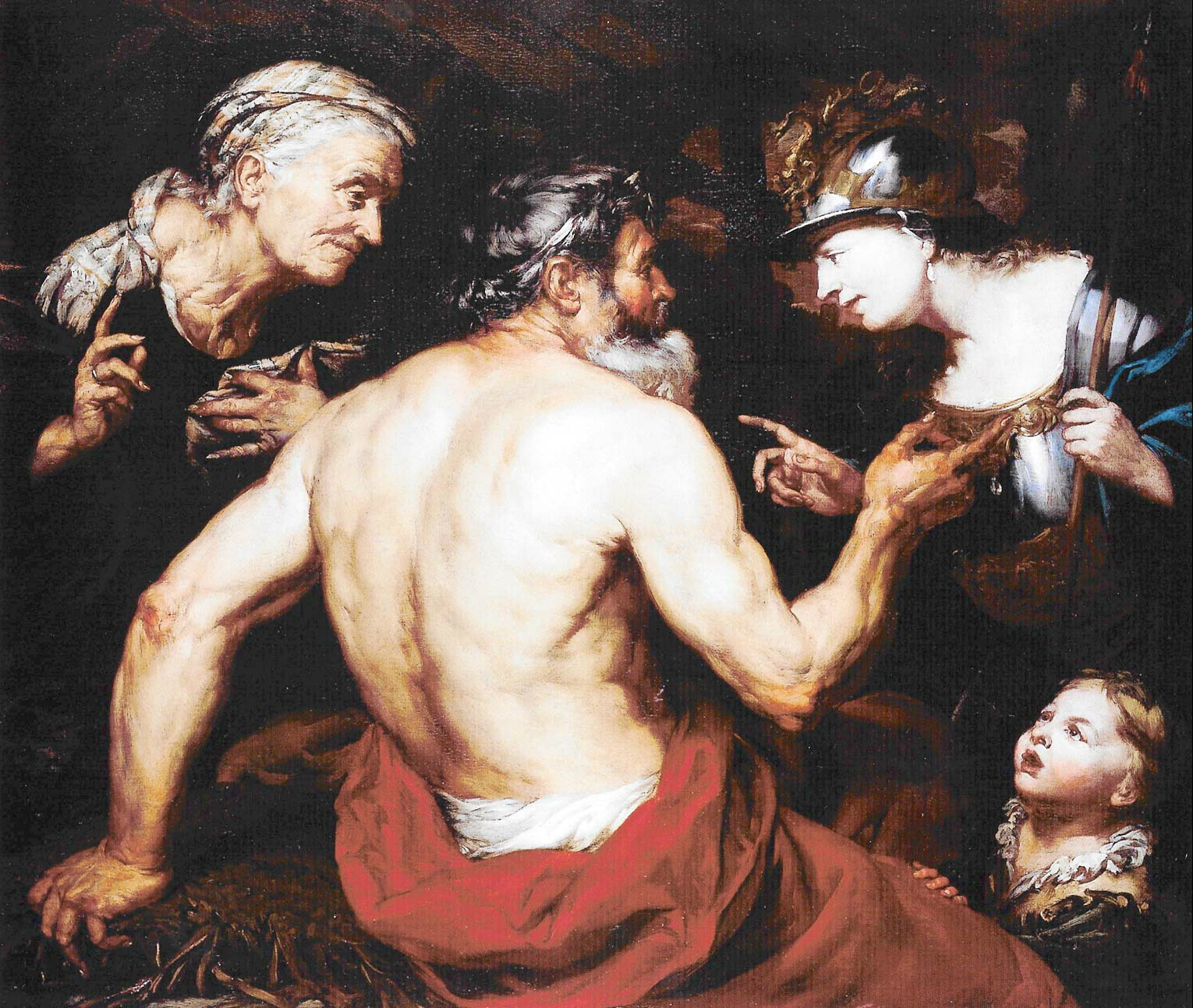
Atena alla fucina di Vulcano, collezione privata
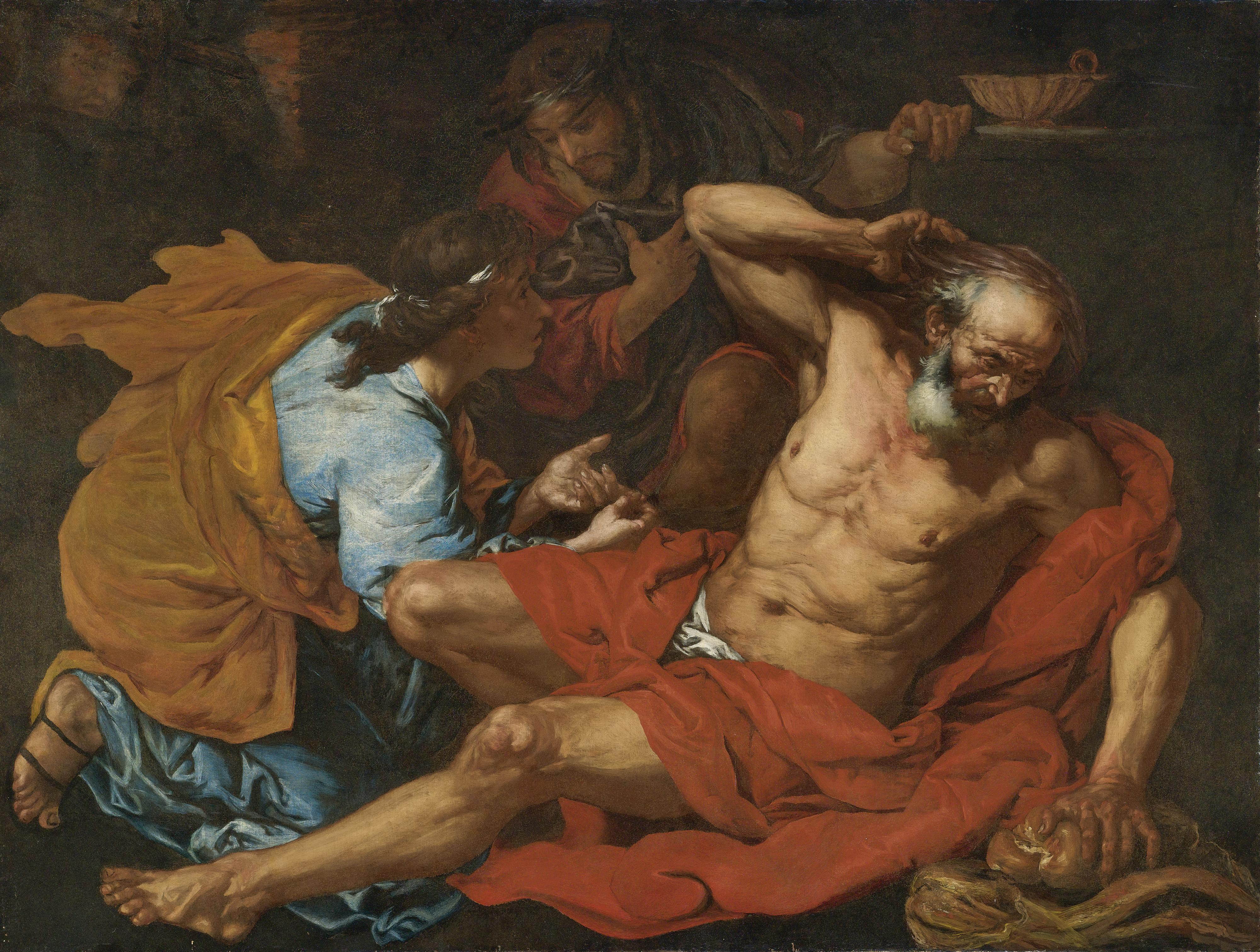
Giuseppe interpreta il sogno del panettiere, collezione privata
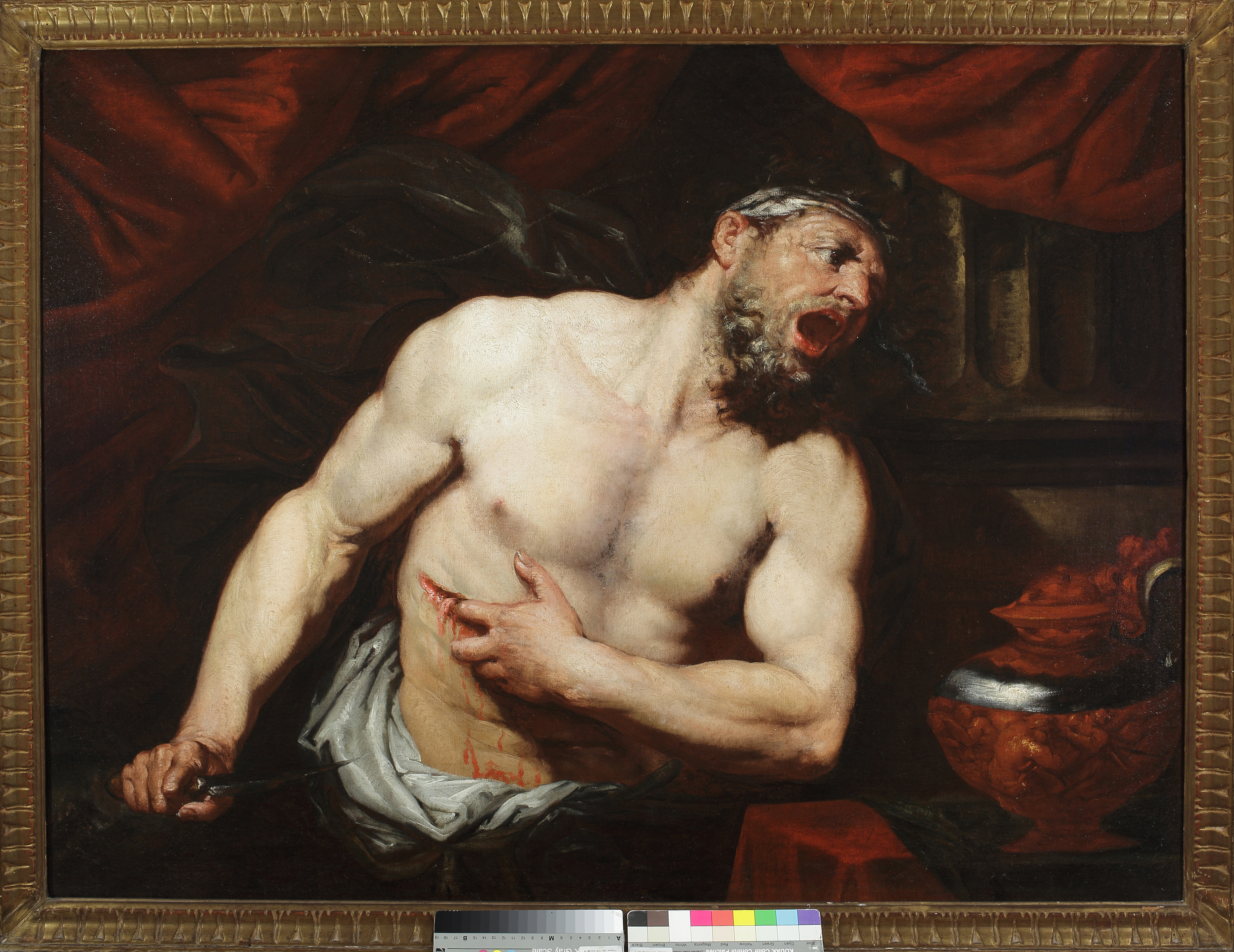
Morte di Catone, Musei di Strada Nuova